# Nyctixalus margaritifer
Nyctixalus margaritifer är en groddjursart som beskrevs av George Albert Boulenger 1882. Nyctixalus margaritifer ingår i släktet Nyctixalus och familjen trädgrodor. IUCN kategoriserar arten globalt som sårbar. Inga underarter finns listade i Catalogue of Life.